# Shapley-Sawyerjev razred koncentracije
Shapley–Sawyerjev razred koncentracije je sistem klasifikacije kroglastih kopic z dvanajststopenjsko lestvico, ki kopice razvršča po njihovi zgoščenosti (koncentraciji zvezd okoli jedra). Najbolj zgoščene so v razredu I, najmanj pa v razredu XII (včasih se uporabljajo rimske, včasih pa arabske številke).

## Zgodovina
V letih 1927 do 1929 sta Harlow Shapley in Helen Sawyer Hogg  začela razvrščati kroglaste kopice po stopnji zgošcenosti sistema okoli jedra po dvanajststopenjskem sistemu, ki je pozneje postal znan kot Shapley-Sawyerjev razred koncentracije.

## Razredi
| Razred | Opis                             | Primer |
| ------ | -------------------------------- | ------ |
| I      | Zelo močno zgoščena okoli jedra  |        |
| II     | Močno zgoščena okoli jedra       |        |
| III    | Zgoščeno notranje jedro          |        |
| IV     | Srednje visoko zgoščena          |        |
| V      | Srednje zgoščena                 |        |
| VI     | Srednje                          |        |
| VII    | Srednje                          |        |
| VIII   | Dokaj ohlapno                    |        |
| IX     | Razpršeno                        |        |
| X      | Razpršeno                        |        |
| XI     | Zelo razpršeno                   |        |
| XII    | Skorajda ni zgoščena okoli jedra |        |